# Алофан
Алофа́н (грец. αλλοφανης — той, що виявляється іншим) — мінерал, водний силікат алюмінію непостійного складу, одночасно осаджений колоїд глинозему і кремнезему, блакитнуватого або зеленуватого відтінку, який часто помилково вважали за мідну руду. Вперше описаний у 1816 році.

## Загальний опис
Формула: m•Al2O3 n SiO2 p H2O.
Містить (%): Al2O3 — 40,5; SiO2 — 23,8; H2O — 35,7. Часто містить Fe2O3 (до 0,8% в фероалофані), домішки MgO, СаО, К2O, Na2O, CuO, ZnO, P2O5, СО2, SO3. Аморфний.
Густина 1,87±0,20.
Твердість 3,0—3,5.
Колір блакитний, зелений, білий. Дуже крихкий. Гіпергенний. Ізотропний.
Зустрічається в зонах окиснення рудних родовищ (свинцево-цинкових, мідних та ін.) і в корі вивітрювання разом з галуазитом, хризоколою, кварцом, карбонатами. В Закарпатті зустрічається серед гідротермальних мінералів на ртутних родовищах.

## Різновиди
Розрізняють:
- алофан-евансит (суміш алофану з еванситом);
- алофан залізний (відміна алофану з Подольска, Московської області, яка містить 25 % Fe2O3);
- алофан-опал (суміш алофану з варисцитом);
- алофан фосфористий (відміна алофану, яка містить до 8 % Р2О5), алофан-хризокола (суміш алофану з хризоколою).
- меліт — різновид алофану; за прізв. італ. геолога Р. Мелі (R.Meli), M.F.Zambonini, 1899.
- розумовськіт(н) «нім. Razoumowskin»[10][11] — синій і зелений алофан — названо на честь українського геолога Розумовського Григорія Кириловича (1759—1837), який вивчав цей мінерал.